# Conny Coll
Conny Coll is een 83-delige westernboekenserie van de Duitse schrijver en uitgever Conrad Kobbe, pseudoniem van Konrad Kölbl (München, 6 juli 1912 – 24 mei 1994). Kobbe gebruikte ook de pseudoniemen Conny Cöll, Bill Hasting en Bill Hastings. 
Naast de 83 deeltjes zijn er ook 4 omnibussen uitgekomen die elk een drietal delen bevatten. Hoewel de verhalen over het Wilde Westen gaan, speelt de Amerikaanse geschiedenis een belangrijke rol. Zo lezen we over de gebroeders Wright die het vliegtuig uitvonden, de opkomst van de filmindustrie en de auto. Daarnaast zijn er ook delen die gaan over de woeste Amerikaanse natuur; het leven van wolven, beren, veelvraten en poema's komt veelvuldig aan de orde.

## Personages
- Conny Coll, is een jongen die toetreedt tot de Sinclairgroep van kolonel Sinclair en die tot doel heeft de misdaad uit te roeien. Conny is de man die door elke bandiet gevreesd wordt en die samen met zijn twee grootste vrienden, Satan (een zwarte hengst) en Zwarte Wolf, zoon van Grijze Wolf en Roodhaar de misdaad slagen toebrengt. Zijn schieten doet aan een truc denken en daarom noemt men hem vaak Trixie.
- Hal Steve, is vooral diplomatisch ingesteld en volgt later kolonel Sinclair op.
- Neff Cillimm, ook wel de Gentleman of Gentleman Cillimm genoemd, is altijd fatterig gekleed. Hij is de zoon van een boer die een grote katoenplantage heeft. Neff laat met kaarten bijzondere trucs zien.
- De onafscheidelijken, Sam Brash en Fred Lokh, vechten altijd zij aan zij en lijken als twee druppels water op elkaar.
- Ben Silver, ook wel de sterke man of Kleine Benjamin genoemd, is enorm groot en zo sterk als een grizzlybeer, maar niet altijd even slim waardoor hij nog wel eens door zijn vrienden in de maling wordt genomen. Ook zijn enorme vreetbuien zijn vaak reden tot spot.
- Samuel Brady, ook wel Treurige Sam genoemd, met het uiterlijk van een lijk, hij lijkt elk moment in huilen uit te kunnen barsten, maar hij is zeer geslepen, zijn haat tegen de misdaad komt mede door zijn twee broers die het slechte pad zijn opgegaan en die uiteindelijk aan hun einde zullen komen.
- Ed Spring, die maar in één deel (Wraak voor Ed Spring) als hoofdpersoon voorkomt, een jonge intelligente kerel die graag mensen helpt, maar dit al vroeg met zijn leven moet bekopen. Nadat Ed Spring is gesneuveld moet er een opvolger komen, dit wordt Sunny Neill, zoon van Blitz Sunny die heeft gezworen de moordenaar van zijn vader, Conny Coll, te zullen doden. Conny laat hem echter inzien dat Sunny de keuze heeft tussen het goede en het kwade, dat zijn vader voor het kwade koos en dus zijn terechte straf kreeg. Uiteindelijk stemt Sunny in en wordt hij de nieuwe nummer 8, en een van de beste vrienden van Conny.